# All Hell Breaks Loose (Destruction)
All Hell Breaks Loose è il sesto album in studio della band thrash metal tedesca Destruction. Si tratta del primo album dopo il ritorno di Marcel "Schmier" Schirmer, che aveva momentaneamente abbandonato la band in seguito a Release from Agony (1988).

## Tracce
1. Intro – 0:43
2. The Final Curtain – 4:26
3. Machinery of Lies – 3:42
4. Tears of Blood – 4:03
5. Devastation of Your Soul – 4:10
6. The Butcher Strikes Back – 3:08
7. World Domination of Pain – 4:05
8. X-Treme Measures – 4:54
9. All Hell Breaks Loose – 5:40
10. Total Desaster 2000 – 3:07
11. Visual Prostitution – 3:51
12. Kingdom of Damnation – 3:37
13. Whiplash (Metallica cover) – 3:31

## Formazione
- Marcel "Schmier" Schirmer – basso, voce
- Mike Sifringer – chitarra
- Sven Vormann – batteria